# Thanh Viễn
Thanh Viễn (giản thể: 清远市; phồn thể: 清遠市; bính âm: Qīngyuǎn Shì) là một địa cấp thị ở tỉnh Quảng Đông, Trung Quốc. Thành phố Thanh Viễn có diện tích 19.152,9 km², dân số năm 2020 là 3.969.473 người, trong đó 1.738.424 người sống trong vùng nội thành. Mật độ dân số đạt 210 người/km². Đây là thành phố có diện tích lớn nhất tỉnh Quảng Đông. Thanh Viễn nằm bên bờ sông Bắc Giang. Thanh Viễn giáp Quảng Châu và Phật Sơn ở phía nam, Thiều Quan ở phía đông và đông bắc, Triệu Khánh ở phía nam và tây nam, và tỉnh Hồ Nam và Khu tự trị dân tộc Choang Quảng Tây ở phía bắc. Nội thành Thanh Viễn được các khu vực núi non bao quanh nhưng có đường cao tốc 107 kết nối với Quảng Châu và đồng bằng Châu Giang. Tiếng Quảng Đông là ngôn ngữ chính được sử dụng tại đây.

## Phân chia hành chính
Thanh Viễn quản lý 8 đơn vị hành chính cấp huyện, gồm 2 quận, 2 thành phố cấp huyện, 2 huyện và 2 huyện tự trị.
- Quận Thanh Thành (清城区)
- Quận Thanh Tân (清新区)
- Thành phố cấp phó địa Anh Đức (英德市)
- Thành phố cấp huyện Liên Châu (连州市)
- Huyện Phật Cương (佛冈县)
- Huyện Dương Sơn (阳山县)
- Huyện tự trị dân tộc Dao và dân tộc Choang Liên Sơn (连山壮族瑶族自治县)
- Huyện tự trị dân tộc Dao Liên Nam (连南瑶族自治县)

## Kinh tế
Thanh Viễn là một trung tâm vận tải và kinh tế lớn. Đường sắt Bắc Kinh – Quảng Châu, Quốc lộ 106–107, sông Bắc Giang chạy ngang qua thành phố. Thành phố này cũng có các cảng biển lớn như: Cảng Thanh Viễn, cảng Anh Đức, cảng Liên Châu và cảng Dương Sơn.

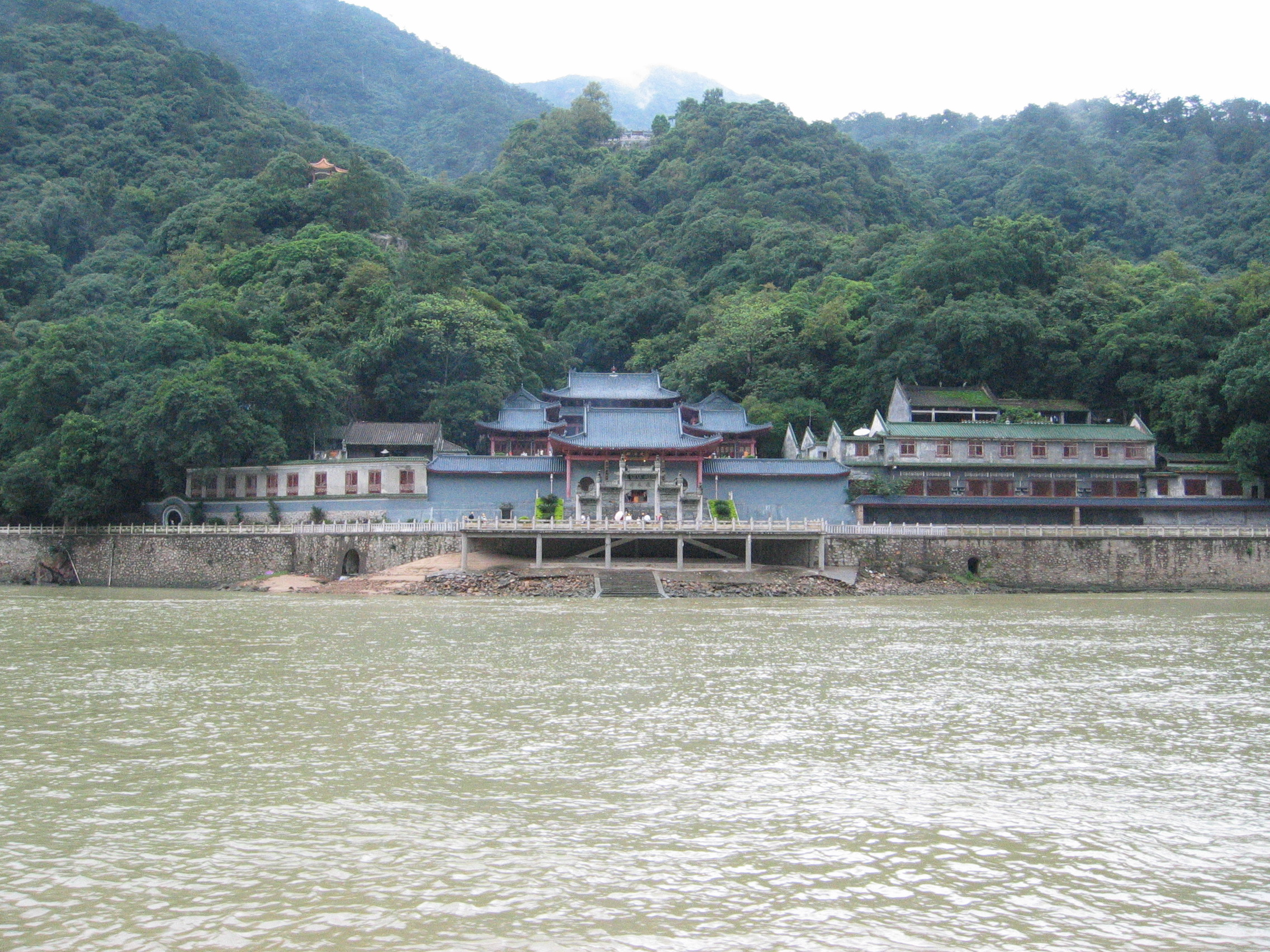
Đền Phật Lai, một địa điểm đẹp ở Thanh Viễn